# Az Anaheim Ducks játékosainak listája
A Mighty Ducks of Anaheim/Anaheim Ducks egy profi jégkorong csapat a National Hockey League-ben. Ez a lista azokat a játékosokat mutatja, akik legalább egy mérkőzésen pályára léptek a csapat színeiben.
 
Tartalomjegyzék: 
| Ábécé szerinti tartalomjegyzék                      |
| --------------------------------------------------- |
| A B C D E F G H I J K L M N O P Q R S T U V W X Y Z |

## A
- Antti Aalto,
- Bryan Allen,
- Frederik Andersen,
- Shawn Antoski,
- Chris Armstrong,
- Jevgenyij Artyuhin,

## B
- Makszim Balmocsnyik,
- Frank Banham,
- Drew Bannister,
- Ken Baumgartner,
- Robin Bawa,
- François Beauchemin,
- Matt Beleskey,
- Mark Bell,
- Brian Bellows,
- Marc-André Bergeron,
- Jonathan Bernier,
- Todd Bertuzzi,
- Makszim Bec,
- Kevin Bieksa,
- Jesse Blacker,
- Jason Blake,
- Brandon Bochenski,
- Troy Bodie,
- Jared Boll,
- Nick Bonino,
- René Bourque,
- Nick Boynton,
- Kip Brennan,
- Tim Brent,
- Eric Brewer,
- Aris Brimanis,
- Sheldon Brookbank,
- Mike Brown
- Mike Brown,
- Ilja Brizgalov,
- Garrett Burnett,
- Vjacseszlav Bucajev,
- Dan Bylsma,

## C
- Jim Campbell,
- Kyle Calder,
- Patrik Carnbäck,
- Keith Carney,
- Sebastien Caron,
- Ryan Carter,
- Kyle Chipchura,
- Marc Chouinard,
- Erik Christensen,
- Mat Clark,
- Andrew Cogliano,
- Bob Corkum,
- Joseph Cramarossa,
- Mike Crowley,
- Sztaniszlav Csisztov,
- Nyikolaj Culigin
- Matt Cullen,
- Jim Cummins,

## D
- Jean-Jacques Daigneault,
- Johan Davidsson,
- Simon Després,
- Joe DiPenta,
- Robert Dirk,
- Bobby Dollas,
- Ted Donato,
- Peter Douris,
- Ted Drury,
- Jeff Drouin-Deslauriers,
- Radek Dvořák,

## E
- Patrick Eaves,
- Andrew Ebbett,
- Steve Eminger,
- Emerson Etem,
- Todd Ewen,

## F
- Viktor Fasth,
- Todd Fedoruk,
- Scott Ferguson,
- Mark Ferner,
- Brett Festerling,
- Mark Fistric,
- Szergej Fjodorov,
- Anatolij Fjodotov,
- Tomas Fleischmann,
- Kurtis Foster,
- Cam Fowler,
- Max Friberg,
- Jeff Friesen,

## G
- Ryan Garbutt,
- Aaron Gavey,
- Martin Gerber,
- Ryan Getzlaf,
- John Gibson
- Jean-Sébastien Giguère,
- Trevor Gillies,
- Curtis Glencross,
- Andrew Gordon,
- Alex Grant,
- Josh Green,
- Travis Green,
- Stu Grimson,
- Nate Guenin,

## H
- Carl Hagelin,
- Niklas Hagman,
- Kevin Haller,
- Casey Hankinson,
- Mark Hartigan,
- Niclas Havelid,
- Dany Heatley,
- Guy Hebert,
- Bret Hedican,
- Jonathan Hedström,
- Jordan Hendry,
- Alex Hicks,
- Sean Hill,
- Jonas Hiller,
- Shane Hnidy,
- Milos Holan,
- Peter Holland,
- Michael Holmqvist,
- Doug Houda,
- Bill Houlder,
- Korbinian Holzer,
- Shawn Horcoff,
- Tony Hrkac,
- Anton Hudobin
- Kent Huskins,

## J
- Ric Jackman,
- Tim Jackman,
- Jean-François Jacques,
- Mark Janssens,
- Craig Johnson,
- Jean-François Jomphe,
- Jorgen Jonsson,

## K
- Paul Kariya,
- William Karlsson,
- Dave Karpa,
- Valerij Karpov,
- Ondřej Kaše,
- Alekszej Kaszatonov,
- Nicolas Kerdiles,
- Ryan Kesler,
- Chad Kilger,
- Jason King,
- Steven King,
- Patric Kjellberg,
- Ken Klee,
- Espen Knutsen,
- Ladislav Kohn,
- Saku Koivu,
- Makszim Kondratyev,
- Zenon Konopka,
- Kalle Kossila,
- Szergej Krivokraszov,
- Jason Krog,
- Todd Krygier,
- Chris Kunitz,
- Jari Kurri,
- Tom Kurvers,

## L
- Jason LaBarbera,
- Randy Ladouceur,
- Denny Lambert,
- Jacob Larsson,
- Stephan Lebeau,
- Peter Leboutillier,
- Mike Leclerc,
- John Lilley,
- Hampus Lindholm,
- Lonnie Loach,
- Matthew Lombardi
- Troy Loney,
- Ben Lovejoy,
- Joffrey Lupul,
- Toni Lydman,

## M
- Maxime Macenauer,
- Josh Manson,
- Todd Marchant,
- Josef Marha,
- Patrick Maroon,
- Jason Marshall,
- Tony Martensson,
- Ben Maxwell,
- Brad May,
- Andy McDonald,
- Curtis McElhinney,
- Jamie McGinn,
- Marty McInnis,
- Nathan McIver
- Scott McKay,
- Jim McKenzie,
- Brandon McMillan
- Don McSween,
- Jaycob Megna,
- Björn Melin,
- Brendan Mikkelson
- Oleg Mikulcsik,
- Drew Miller,
- Kip Miller,
- Dmitrij Mirjonov,
- Travis Moen,
- Steve Montador
- Brandon Montour,
- Ian Moran,
- Marc Moro,
- Joe Motzko,
- Mark Mowers,

## N
- Gregg Naumenko,
- Andrej Nazarov,
- Barry Nieckar,
- Rob Niedermayer,
- Scott Niedermayer,
- Jeff Nielsen,
- Antti-Jussi Niemi,
- Stefan Noesen,
- Petteri Nokelainen,
- Dwayne Norris,
- Igor Nyikulin,

## O
- Shane O’Brien,
- Myles O’Connor,
- Sean O’Donnell,
- Ryan O'Marra,
- Mike O’Neill,
- Chris O’Sullivan,
- Adam Oates,
- Roman Oksiuta,
- Fredrik Olausson,
- Nathan Oystrick,
- Sandis Ozoliņš,

## P
- Samuel Pahlsson,
- Kyle Palmieri,
- Richard Park,
- George Parros,
- Timo Parssinen,
- Rod Pelley,
- Dustin Penner,
- Mathieu Perreault,
- David Perron,
- Corey Perry,
- Brandon Pirri,
- Adrien Plavsic,
- Mark Popovic,
- Chris Pronger,
- Sean Pronger,
- Václav Prospal,
- Jamie Pushor,

## R
- Rickard Rakell,
- Mason Raymond,
- Craig Reichert,
- Nick Ritchie,
- Colby Robak,
- Stéphane Robidas,
- Aaron Rome,
- Jonas Ronnqvist,
- Dominic Roussel,
- Steve Rucchin,
- Bobby Ryan,
- Warren Rychel,

## S
- David Sacco,
- Joe Sacco,
- Brian Salcido,
- Ruslan Salei,
- Tomas Sandström,
- Mike Santorelli,
- Kurt Sauer,
- Kevin Sawyer,
- Luca Sbisa,
- Jiří Sekáč,
- Teemu Selänne,
- Cam Severson,
- Dan Sexton,
- Brent Severyn,
- Michael Sgarbossa,
- Ryan Shannon,
- MacGregor Sharp,
- Logan Shaw,
- Steve Shields,
- Jakob Silfverberg,
- Mike Sillinger,
- Todd Simpson,
- Jarrod Skalde,
- Martin Skoula,
- Devante Smith-Pelly,
- Sheldon Souray,
- Nick Sörensen,
- Bruno St. Jacques,
- Mihail Stalenkov,
- Brad Staubitz,
- David Steckel,
- Jeremy Stevenson,
- Chris Stewart
- Clayton Stoner,
- Brian Sutherby,
- Tim Sweeney,
- Petr Sykora,
- Pjotr Szcsasztlivij,
- Anatolij Szemjonov,
- Alekszej Szmirnov,

## T
- Iiro Tarkki,
- Petr Tenkrat,
- Shea Theodore,
- Steve Thomas,
- Nate Thompson,
- Jim Thomson,
- Shawn Thornton,
- Kevin Todd,
- Dustin Tokarski,
- Patrick Traverse,
- Dan Trebil,
- Pascal Trepanier,
- Pavel Trnka,
- Corey Tropp,
- Ron Tugnutt,
- Tony Tuzzolino,
- Oleg Tverdovszkij,
- German Tyitov,

## V
- Rob Valicevic,
- Garry Valk,
- Shaun Van Allen,
- Darren Van Impe,
- Sami Vatanen,
- Antoine Vermette,
- Vitalij Visnyovszkij,
- Ľubomír Višňovský

## W
- Chris Wagner,
- Mike Wall,
- Aaron Ward,
- Ed Ward,
- Lance Ward,
- Doug Weight,
- Ryan Whitney,
- David Williams,
- Daniel Winnik,
- Petteri Wirtanen,
- James Wisniewski,
- Bob Wren,
- Tyler Wright,

## Y
- Terry Yake,
- Nolan Yonkman,
- Jason York,
- Scott Young,

## Z
- Harry Zolnierczyk,